# Cueva Fell

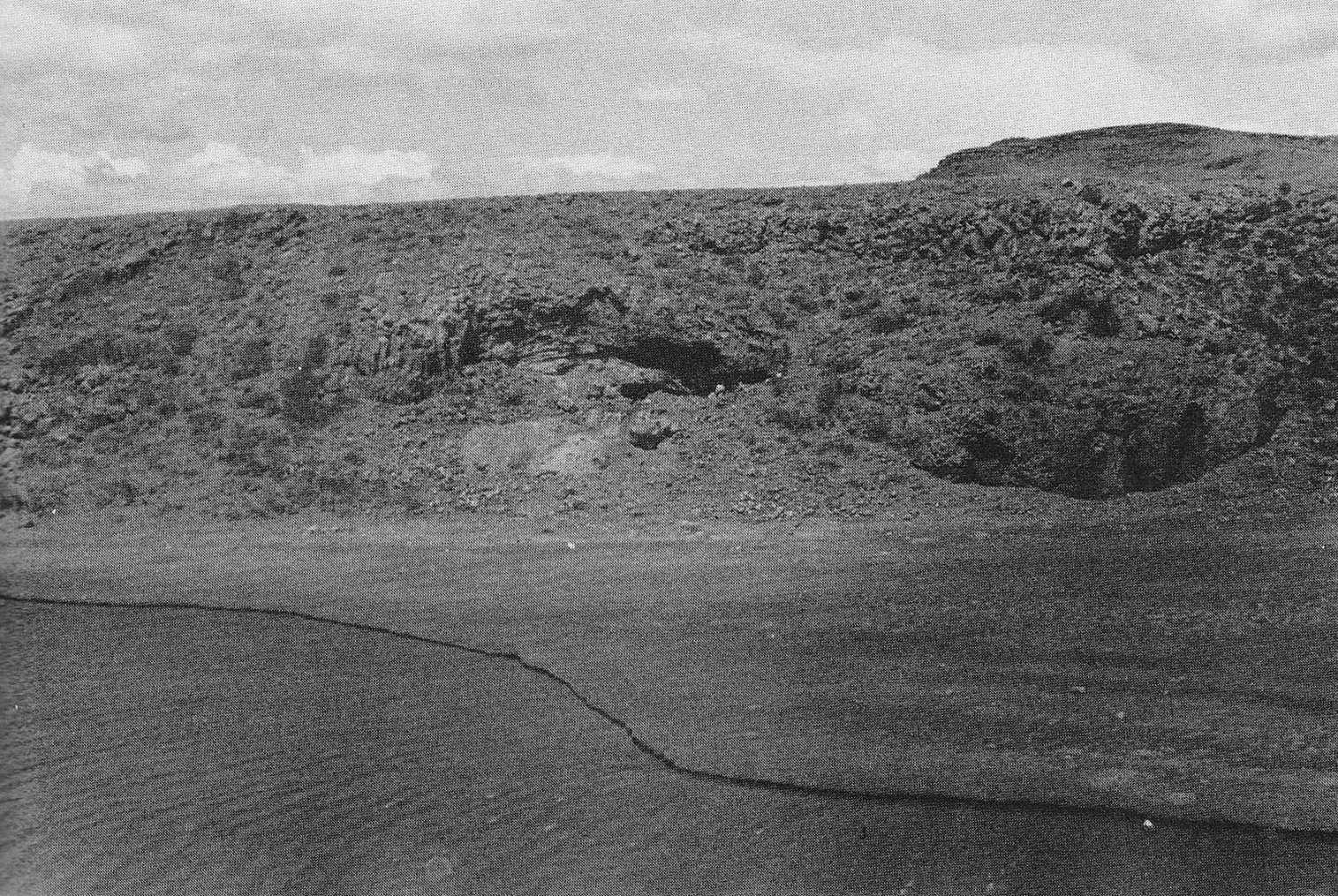
Řeka a vchod do jeskyně

Cueva Fell (Fellova jeskyně) je archeologická lokalita na jihu Chile. Tvoří ji přirozená asi deset metrů hluboká jeskyně na břehu patagonské řeky Ciake.
Místo objevil americký archeolog Junius Bird, který zahájil vykopávky v roce 1936. Jeskyni pojmenoval podle rodiny Fellovy, které patřil nedaleký statek. Nalezl v ní hroty šípů, boly, nože a kostěné nástroje. Na základě radiokarbonové metody datování postupně určil pět vrstev osídlení, nejmladší z 13. století a nejstarší z 9. tisíciletí př. n. l.
Nález v jeskyni je nejstarším svědectvím o přítomnosti člověka v nejjižnější části amerického kontinentu. Typickým znakem této paleolitické industrie jsou hroty šípů ve tvaru rybího ocasu. Podle kosterních pozůstatků byli mezi kořistí tehdejších lovců vyhynulí živočichové jako kůň hippidion nebo obří lenochod megatherium.
Nálezy z Cueva Fell slouží jako argument proti teorii považující příslušníky kultury Clovis za nejstarší obyvatele Ameriky. Nezdá se pravděpodobné, že by tehdejší lidé dokázali v poměrně krátkém čase přejít celý kontinent, který navíc mohl být stěží tak přelidněný, aby bylo nutné osidlovat oblasti, jež byly v podmínkách období Dryas ještě nehostinnější než dnes.
Chilská vláda navrhla jeskyni spolu s nedalekou archeologickou lokalitou Pali-Aike na zařazení do Seznamu světového dědictví UNESCO.